# Swifterbant
Swifterbant is een dorp in de gemeente Dronten, in de provincie Flevoland. Het dorp had 6.535 inwoners per 1 januari 2023, in 1972 waren dat er nog slechts 2.870.
Swifterbant werd in 1957 ontworpen in de vanaf 1950 drooggelegde polder Oostelijk Flevoland. In 1962 werden de eerste huizen opgeleverd. De bewoners vinden emplooi in de landbouw in de polder, en in nijverheid en dienstverlening in de plaatsen Dronten en Lelystad.

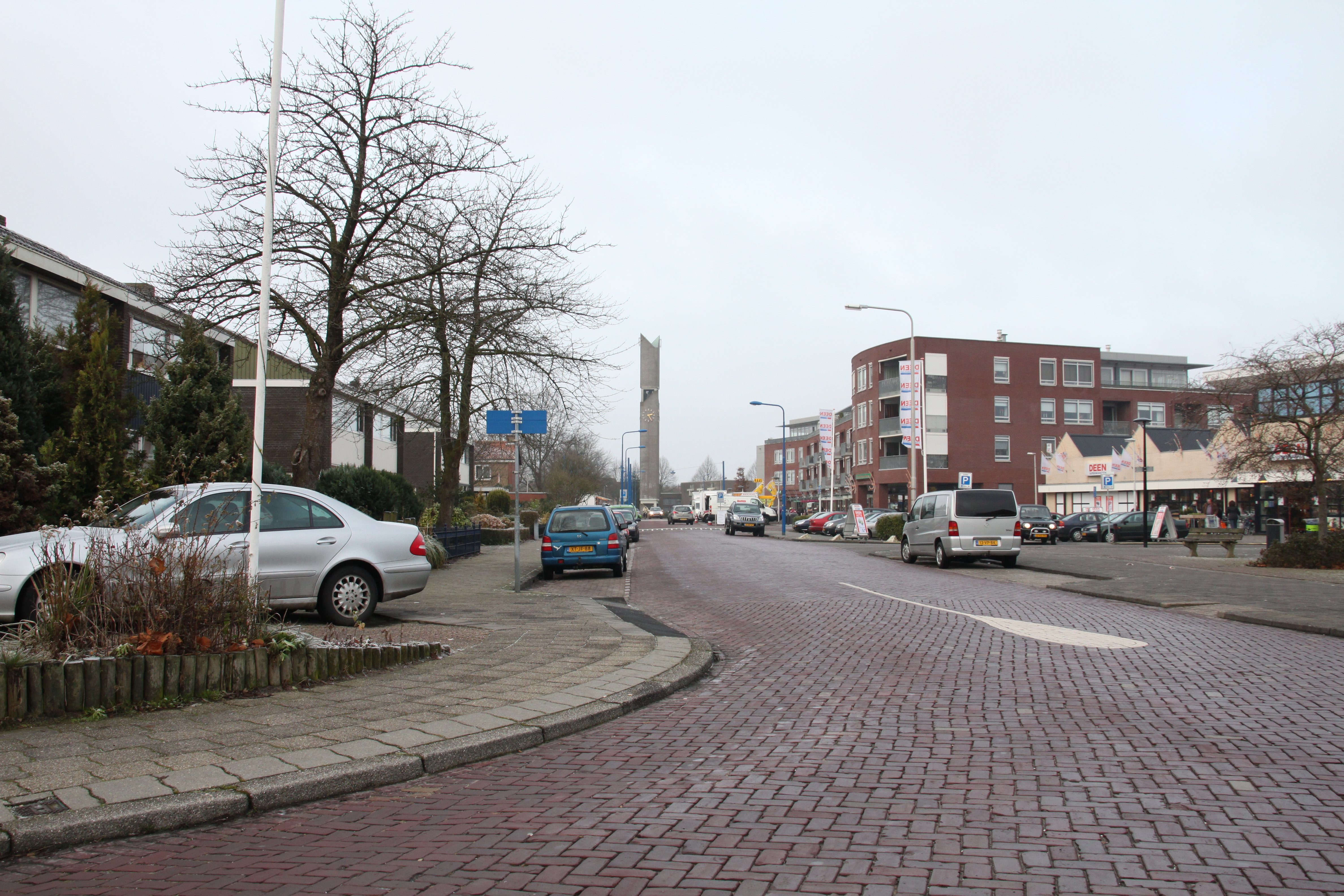
Het centrum van Swifterbant.

## Naam
De naam Swifterbant verwijst naar een gouw uit de vroege middeleeuwen, die ten noorden van de Veluwe gelegen moet zijn geweest. Dit gebied is echter grotendeels in de golven van het latere Almere (meer) verdwenen. De naam zou zoiets als 'links gelegen' betekenen. Het zou dan de tegenhanger zijn van Teisterbant, 'rechts gelegen', een andere gouw uit de vroege middeleeuwen. Deze gouw lag in het Rivierengebied.

## Geschiedenis
In de nabijheid van het huidige dorp Swifterbant is een prehistorische nederzetting gevonden. Het gaat om een vestiging van steentijdjagers op wat in die tijd hoger gelegen rivierduintjes waren. De cultuur van deze mensen is door de voorwerpen die ze maakten van anderen te onderscheiden en wordt naar plaats de Swifterbantcultuur genoemd. Er wordt gewerkt aan een ontmoetingsplek in het dorp, waar ook archeologische vondsten tentoongesteld kunnen worden.

## Het huidige dorp
In het oorspronkelijke stratenplan van Swifterbant is een vis te herkennen. Op de plaats van de kop van de vis zijn het winkelcentrum (De Poort), de kerk (De Hoeksteen) en de bibliotheek gevestigd. De straat De Greente vormt de ruggengraat, schuin daarop staan straten die de 'graten' vormen. In tegenstelling tot wat in de rest van Nederland gebruikelijk is, bevinden de huizen met de hoogste huisnummers zich het dichtst bij het centrum. Door latere uitbreidingen van het dorp is het oorspronkelijke visgraatpatroon tegenwoordig minder herkenbaar.
Plaatselijke sportvereniging is ASV Swift '64 dat zes afdelingen telt voor verschillende sporten.